# 正教会の教会機構一覧
正教会の機構一覧は世界各地に広がる各正教会の一覧である。

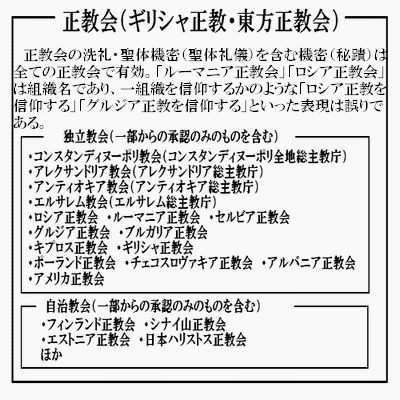
正教会（ギリシャ正教・東方正教会）の教会機構図解

例外はあるものの、正教会の組織は国名もしくは地域名を冠した組織を各地に形成するのが基本である。コンスタンディヌーポリ総主教庁、アレクサンドリア総主教庁、アンティオキア総主教庁、エルサレム総主教庁、ロシア正教会、セルビア正教会、ルーマニア正教会、ブルガリア正教会、グルジア正教会、ギリシャ正教会、日本正教会などは個別の組織名であって教会全体の名ではない。いずれの地域別の教会組織も、正教として同じ信仰を有している。教会全体の名はあくまで正教会であり、「ロシア正教に改宗」「ルーマニア正教に改宗」といった表現は誤りである。

## 参照元記事
本一覧記事の内容と掲載順は、基本的に英語版ウィキペディア記事における該当項目からの翻訳に拠っている。その後の加筆・修正・変更については履歴参照のこと。
- 正教会（ギリシャ正教・東方正教会）について - Eastern Orthodox Church organization内のJurisdictions

## 正教会（ギリシャ正教）

### 独立正教会
1. コンスタンディヌーポリ総主教庁下のコンスタンディヌーポリ教会
2. アレクサンドリア総主教庁下のアレクサンドリア教会
3. アンティオキア総主教庁下のアンティオキア教会
4. エルサレム総主教庁下のエルサレム教会
5. ロシア正教会（1589年承認）
6. セルビア正教会（1219年承認）
7. ルーマニア正教会（1925年承認）
8. ブルガリア正教会（927年承認）
9. グルジア正教会（466年承認）
10. キプロス正教会（434年承認）
11. ギリシャ正教会（1850年承認）
12. ポーランド正教会（1924年承認）
13. アルバニア正教会（1937年承認）
14. チェコスロヴァキア正教会（1951年承認）
15. アメリカ正教会（1972年承認、ただし全世界の正教会からの承認ではなく一部教会からの承認）
16. ウクライナ正教会 (2018年設立)（2019年承認）

最初に挙げた4つの古代総主教庁が最も格式が高く、他の5つのより新しい総主教庁がこれに続く。首座主教が総主教ではない独立教会は434年に成立したキプロス正教会に始まる。正教会の観点からは、ローマカトリック教会が東西教会の分裂で分かれていなければ、5つの古代総主教庁が存在していたことになる。

### 自治正教会
- コンスタンディヌーポリ全地総主教庁系
  - フィンランド正教会
  - エストニア使徒正教会†
  - ロシア系伝統にある正教会のための西欧エクザルフ教区†
- エルサレム総主教庁系
  - シナイ山正教会
- モスクワ総主教庁系
  - 日本ハリストス正教会†
  - 中国正教会†
- ペーチ総主教庁系（セルビア正教会総主教庁系）
  - 正統オフリド大主教区†
- ルーマニア総主教庁系
  - ベッサラビア府主教区教会†（モルドバにおける正教会のうち23%を占めている。ロシア帝国による1812年のベッサラビア併合の後もルーマニア総主教庁のもとにとどまった教会）

†表示の教会…自治教会としての地位が一部教会からのみの承認であり、全世界の正教会から承認を得ている状態ではないもの。

### 自主管理教会
- アンティオキア総主教庁系
  - アンティオキア正教会アメリカ大主教区
- モスクワ総主教庁系
  - エストニア正教会
  - ラトビア正教会
  - モルドバ正教会（モルドバにおける正教会のうち60%を占めている）
  - ウクライナ正教会 (モスクワ総主教庁系)
  - 在外ロシア正教会

### 非自治教会

#### コンスタンディヌーポリ全地総主教庁系
- ギリシャ正教会イタリア大主教区
- フィリピンのエクザルフ教区
- アルバニア正教会アメリカ主教区
- 米国カルパト・ロシアン正教会主教区
- カナダウクライナ正教会
- 米国ウクライナ正教会

#### アンティオキア総主教庁系
- アンティオキア正教会北米大主教区

#### モスクワ総主教庁系
- スールジ主教区（英国）

### 他教会から承認を得ていない教会
以下に挙げる教会は様々な論争から、他の全ての正教会主流派のことは承認するものの、他の全ての正教会主流派からは承認を得ていない教会である。
- マケドニア正教会

### 「抵抗状態」にある教会
以下に挙げる教会は、教会法上の合法教会としての立場を主張し、正教の信仰を表明し、使徒継承を主張し、歴史的な共同体として存在しているにもかかわらず、正教会における近代化とエキュメニズムの誤りを認識することから、他教会と聖体礼儀を共同で祝うことを避けている。
ギリシャ正教会（抵抗聖シノド）は他教会からの排除にもかかわらず、他の全ての教会法上合法な正教会の信徒との交流を続ける意思を持っており、在外ロシア正教会からは承認を受け相互領聖状態にもある。
モスクワ総主教庁と在外ロシア正教会の公式な関係修復がなされたことを鑑みれば、ギリシャ正教会（抵抗聖シノド）の在外ロシア正教会との相互領聖状態は破棄されていることになるが、実際にはそうなっていない。ルーマニア古暦派やブルガリアの同様の問題を抱える教会群と在外ロシア正教会の関係も、未だ不明瞭である。
- ギリシャ正教会（抵抗聖シノド）
- ルーマニア正教会古暦派
- ブルガリア正教会古暦派
- 離散ロシア正教会

### 自発的に他教会との交流を断っている教会
以下に挙げる教会は他正教会との完全相互領聖を実施しておらず、相互承認をする意向も有さないものである。
- ギリシャ純正正教信徒教会
- ロシア真正教会
- ウクライナ独立正教会[要出典]
- 在米ウクライナ自治正教会
- ベラルーシ独立正教会
- ロシア古儀式派の諸教派

### 正教会の体裁を有するものの、正教会と認められていない教会
※東方奉神礼を採用しつつもプロテスタントに位置づけられる派（例：エヴァンジェリカル・オーソドックス教会）は以下に挙げない。
- アブハジア正教会
- ブルガリア代替聖シノド
- クロアチア正教会（1942年 - 1945年）
- イタリア正教会
- 独立トルコ正教会総主教庁
- モンテネグロ正教会